# Sociedad Interamericana de Psicología
La Sociedad Interamericana de Psicología (SIP) es la sociedad científica y profesional que agrupa los psicólogos/as de América.
El objetivo central de la SIP es promover el intercambio entre los psicólogos/as de las Américas. La SIP ha sido reconocida como motor de crecimiento de la Psicología en Latinoamérica, así como ha facilitado la formación de otras instituciones, como la International Association for Cross-Cultural Psychology (IACCP), la Asociación Latinoamericana de Análisis y Modificación del Comportamiento (ALAMOC) o la Asociación Latinoamericana de Psicología Social (ALAPSO).

## Historia
Fue fundada en la Ciudad de México en 1951 por un grupo de psicólogos y psiquiatras entre los que se puede destacar a Eduardo krapf, Werner Wolff Oswaldo Robles Jaime Barrios Peña, Rogelio Díaz-Guerrero, entre otros.
Desde 1953 la SIP ha organizado los Congresos Interamericanos y Congresos regionales. Actualmente estos congresos se realizan cada dos años y son de carácter generalista, en la medida que abarcan las principales manifestaciones de la disciplina. A partir de 1967 publica la Revista Interamericana de Psicología, la cual publica artículos tanto teóricos como aplicados.

## Grupos de Trabajo
Los Grupos de trabajo son otra importante área de desarrollo de a Sociedad, en la cual sus afiliados, agrupados por experticias buscan potenciar áreas de la Psicología. Algunos de estos son: 
- Psicología comunitaria.
- Psicología experimental y comparada.
- Psicología del deporte.
- Psicología ambiental.
- Psicología clínica.
- Psicología organizacional.
- Psicología de la salud.
- Formación del Psicólogo.
- Grupo de estudiantes.
- Códigos de Ética.

## Estructura
La estructura organizacional de la SIP está basada en una Mesa Directiva formada por el/la Presidente/a Saliente, Presidente/a Entrante, Presidente/a, Tesorero/a, Secretario/a General, Presidente/a para América del Norte, Presidente/a para Centroamérica y el Caribe y Presidente/a para América del Sur, Secretario/a Ejecutivo/a para América del Norte, Secretario/a Ejecutivo/a para Centroamérica y el Caribe y Secretario/a Ejecutivo/a para América del Sur.
Al funcionamiento de la Mesa Directiva se suma un red de Representantes y Delegados/as Nacionales de los diferentes países de América.

## Documental
En la conmemoración de los 50 años de la Sociedad fue editado el documental Psicología Interamericana dirigido por Marcelo Urra, que reúne un conjunto de entrevistas a algunos de los psicólogos/as que participaron de manera determinante en el desarrollo de la SIP.